# Blood, Sweat & Tears (album)
Blood, Sweat & Tears è il secondo album in studio del gruppo rock statunitense Blood, Sweat & Tears, pubblicato nel 1968.

## Tracce
Side 1
1. Variations on a Theme By Erik Satie (1st and 2nd Movements) – 2:35
2. Smiling Phases (Steve Winwood, Jim Capaldi, Chris Wood) – 5:11
3. Sometimes in Winter (Steve Katz) – 3:09
4. More and More (Vee Pee Smith, Don Juan) – 3:04
5. And When I Die (Laura Nyro) – 4:06
6. God Bless the Child (Billie Holiday, Arthur Herzog Jr.) – 5:55

Side 2
1. Spinning Wheel (David Clayton-Thomas) – 4:08
2. You've Made Me So Very Happy (Berry Gordy, Brenda Holloway, Patrice Holloway, Frank Wilson) – 4:19
3. Blues – Part II (Blood, Sweat & Tears) – 11:44
4. Variations on a Theme By Erik Satie (1st Movement) – 1:49

## Formazione
- David Clayton-Thomas – voce
- Lew Soloff – tromba, flicorno
- Bobby Colomby – batteria, percussioni, voce
- Jim Fielder – basso
- Dick Halligan – trombone, organo, flauto, piano, voce
- Steve Katz – chitarra, armonica, voce
- Fred Lipsius – piano, sassofono
- Chuck Winfield – tromba, flicorno
- Jerry Hyman – trombone